# Brasserie du Bouffay
Pour les articles homonymes, voir Bouffay.
La Brasserie du Bouffay est située à Carquefou dans le département de la Loire-Atlantique. Elle produit une bière de garde non pasteurisée, sur levure.
Le quartier du Bouffay est un quartier du centre ville de Nantes réputé pour ses nombreux restaurants. La brasserie tire son nom, non pas de ce quartier mais d'un lieu-dit situé à La Chapelle sur Erdre où était implantée la brasserie à ses débuts.

## Les bières
- Ambrée du Bouffay (Ambrée, 7,5°, 33cl, 75 cl, fût 20 et 30l)
- Blonde du Bouffay (Blonde, 6°, 33 et 75 cl, fût 30l)
- Blanche du Bouffay (Blonde, 5,5°, 33 et 75 cl, fût 30l)
- Braise du Bouffay (Brune, 8°, 33 et 75cl)
- Orge Bio du Bouffay (Blonde, 5°, 33 et 75 cl, fût 30l)
- Printemps du Bouffay (Blonde, 6°, 75 cl et fût 30l)
- Hiver du Bouffay (Ambrée, 7°, 75 cl et fût 30l)
- La Moustache (Blonde Pils, 4,3°, fût 30l)